# 宮本信樹
宮本 信樹（みやもと のぶき、1969年5月29日 - ）は1980年代に活動した日本の俳優。本名同じ。東京都足立区出身。

## 主な出演作品

### テレビドラマ
- 中卒・東大一直線 もう高校はいらない!（TBS系）
- ビートたけしの学問ノススメ（TBS系）
- ママ、大変だァ!（テレビ朝日系）
- 遊びじゃないのよ、この恋は（TBS系）
- 新・熱中時代宣言（NTV系）
- 肝っ玉ママとオチャメな天使（フジテレビ系）
- 時にはいっしょに（フジテレビ系）
- 家族は何をする人ぞ (NHK)
- 麗しき北の神々 (NHK)
- 十九歳 (NHK)

## CM
- 三菱鉛筆（1983年）
- エポック社（1983年）
- ロッテ（1983年）
- 森永製菓（1984年）
- 資生堂（1984年）
- 山崎パン（1985年）

## 映画
- 子が親に背を向ける時（1983年 教育映画）
- パンツの穴 花柄畑でインプット（1985年 東映系）
- 冬物語（1989年 東宝系）